# Amsacta epicaste
Amsacta epicaste là một loài bướm đêm thuộc phân họ Arctiinae, họ Erebidae.